# Привалко Валерій Павлович
Привалко Валерій Павлович (нар.8 листопада 1940, м. Харків — пом.23 січня 2006, м. Київ) — професор, доктор хімічних наук, лауреат премії ім. Л. В. Писаржевського НАН України (2004), завідувач відділом теплофізики полімерів Інституту хімії високомолекулярних сполук НАН України.

## Біографії
В. П. Привалко народився 8 листопада 1940 року в м. Харкові.
Освіту здобув у Київському політехнічному інституті, по закінченні якого він вступив до аспірантури при Інституті хімії високомолекулярних сполук АН УРСР.
1970 року захистив кандидатську дисертацію, а згодом і докторську дисертацію. У 1978 році очолив відділ теплофізики полімерів, яким керував упродовж майже 30 років до самої смерті.

## Науковий доробок
Валерій Привалко є автором понад 350 публікацій, серед яких 5 монографій та підручників у галузі хімії та фізики полімерів.
Під його науковим керівництвом підготовано 2 доктори наук та понад 20 кандидатів фізико-математичних та хімічних наук.
Професора Привалка запрошували для читання лекцій до наукових центрів полімерної науки Японії, Ізраїлю, Німеччини, Іспанії, Італії. Він був співкерівником міжнародних дослідницьких програм і членом редакційних колегій таких журналів як «Journal of Polymer Engineering» (Велика Британія/Ізраїль), «Journal of Materials Education» (США), «Polymer and Polymer Composites» (Велика Британія), «Полімерний журнал» (Україна).
Він був дійсним членом факультету хімічної технології Харківського політехнічного інституту, фізичного факультету Київського національного університету імені Тараса Шевченка, фізико-математичного факультету Миколаївського національного університету імені В. О. Сухомлинського.
У 2004 році був нагороджений премією ім. Л. В. Писаржевського за цикл наукових праць «Фізико-хімія гетерогенних полімерних систем»

##### Список основних наукових публікацій
Список публікацій за даними бази Scopus[недоступне посилання з листопадаа 2019] h-індекс 21
- Привалко В. П. Свойства полимеров в блочном состоянии (Справочник по физической химии полимеров, т. 2). — Киев: Наукова думка, 1984.
- Привалко В. П. Молекулярное строение и свойства полимеров. — Ленинград: Химия, 1986.
- Привалко В. П., Новиков В. В., Яновский Ю. Г. Основы теплофизики и реофизики полимерных материалов. — К.: Наукова думка, 1991.
- V.P. Privalko, V.V. Novikov. The Science of Heterogeneous Polymers. — Chichester: Wiley, 1995.
- V.P. Privalko. Polymer structures, thermodynamics and morphology. — Ch. 1 in: Performance of Plastics (ed. by W. Brostow). — Munich: Carl Hanser Verlag, 2000. — P. 1—32.